# Бойцов, Александр Герасимович
Александр Герасимович Бойцов (27 октября 1904 года, д. Бешкино-1, Санкт-Петербургская губерния — 22 декабря 1977 года, Москва) — советский военачальник, командир полка и дивизии в Великой Отечественной войне. Герой Советского Союза (15.01.1944). Полковник (1943).

## Биография
Александр Герасимович Бойцов родился 27 октября 1904 года в деревне Бешкино-1 в семье крестьянина. Получил неполное среднее образование. Работал на Октябрьской железной дороге плотником службы пути станции Гдов. В апреле 1923 года приехал в Петроград, работал в строительной конторе по ремонту канализации и на подстанции «Волховстроя».

### Довоенное время
В сентябре 1924 года был направлен в ряды Красной Армии по направлению комсомольской организации. В 1927 году закончил Ленинградскую пехотную школу имени тов. Склянского. С 1927 года служил в войсках ОГПУ: командир взвода 4-го полка Отдельной дивизии оперативного назначения ОГПУ, с августа 1928 — командир взвода 2-го отдельного дивизиона войск ОГПУ, с августа 1931 года — командир взвода 22-го полка ОГПУ Ленинградского округа. С мая 1933 года служил в пограничных войсках, начальник пограничной заставы 5-го пограничного отряда, с мая 1935 — младший помощник начальника отделения 1-го пограничного отряда. В 1936 году закончил Высшие стрелково-тактические Краснознамённые курсы усовершенствования офицерского состава пехоты «Выстрел».
В декабре 1937 года был уволен в запас, а в январе 1938 года исключён из ВКП(б) (причина не известна). После длительного пребывания без работы только в июне 1938 года устроился на работу заведующим хозяйством артели «Металлокомбинат», затем работал в артели «Металлоремонт» в Ленинграде.
В сентябре 1939 года возвращён в пограничные войска НКВД СССР, служил младшим и старшим помощником начальника 11-го Себежского пограничного отряда НКВД Белорусской ССР.

### Великая Отечественная война
Старший лейтенант Бойцов встретил начало войны на пограничной реке Западный Буг. Пограничники более суток вели бой, отбив более десяти атак противника, а с наступлением ночи по приказу командования оставили рубеж. В июле 1941 года назначен адъютантом старшим стрелкового батальона 948-го стрелкового полка 257-й стрелковой дивизии, которая формировалась из частей пограничных и внутренних войск в Туле. В июле дивизия прибыла на фронт, войдя в 34-ю армию Резервного фронта, а в августе её передали Северо-Западному фронту. Участвовал в контрударе под Старой Руссой, после которого с частями дивизии попал в окружение и только в конце 16 августа вышел к своим.
С октября 1941 года капитан Бойцов командовал стрелковым батальоном 89-го стрелкового полка 23-й стрелковой дивизии в разных армиях Северо-Западного фронта. Участвовал в Торопецко-Холмской и в Демянской 1942 года наступательных операциях. В 1942 году вступил в ВКП(б). В августе 1942 года с полком и дивизией прибыл на Сталинградский фронт, где в рядах 1-й гвардейской, 21-й, 4-й танковой, 65-й армий сражался в Сталинградской битве. В октябре 1942 года майора Бойцова назначили заместителем командира 89-го стрелкового полка. С декабря 1942 — командир 1313-го стрелкового полка 173-й стрелковой дивизии 65-й армии Донского фронта. Участвовал в уничтожении окружённой группировки противника под Сталинградом.
За отвагу воинов 1 марта 1943 года дивизия стала 77-й гвардейский стрелковой дивизией, полк — 218-м гвардейским стрелковым полком. С апреля Бойцов воевал с ним в 61-й армии Брянского фронта, участвуя в Курской битве и Орловской наступательной операции.
Командир 218-го гвардейского стрелкового полка (77-я гвардейская стрелковая дивизия, 9-й гвардейский стрелковый корпус, 61-я армия, Центральный фронт) гвардии подполковник Александр Герасимович Бойцов отличился в битве за Днепр. В Черниговско-Припятской операции его полк стремительно наступал по Украине, освободив десятки населённых пунктов. В боях за Чернигов полк отбил несколько контратак, сам вынудил немцев к отходу и на их плечах ворвался в Чернигов, захватив в городе большие трофеи. После выхода на Днепр, 27 сентября 1943 года подполковник Бойцов умело организовал его форсирование в районе села Неданчичи (Репкинский район, Черниговская область). В ходе ночной атаки полк с минимальными потерями высадился на западном берегу Днепра, выбил противника с занимаемых позиций, углубившись на два километра и заняв две линии траншей. Закрепившись на плацдарме, полк способствовал переправе частей дивизии. С утра полк стойко отбивал немецкие контратаки и расширял плацдарм.
Указом Президиума Верховного Совета СССР «О присвоении звания Героя Советского Союза генералам, офицерскому, сержантскому и рядовому составу Красной Армии» от 15 января 1944 года за «образцовое выполнение боевых заданий командования по форсированию реки Днепр и проявленные при этом мужество и героизм» гвардии подполковнику Александру Герасимовичу Бойцову присвоено звание Героя Советского Союза с вручением ордена Ленина и медали «Золотая Звезда» (№ 2956).
Затем умело командовал полком в Гомельско-Речицкойи Калинковичско-Мозырской наступательных операциях. С февраля 1944 года — заместитель командира 77-й гвардейский стрелковой дивизии, хорошо проявил себя в Белорусской стратегической наступательной операции летом 1944 года. С 31 июля — командир 134-й стрелковой дивизии. Участвовал в боях под Варшавой в августе 1944 года и в сражениях за Пулавский плацдарм. В декабре 1944 года отозван с фронта и направлен на учёбу.

### Послевоенная карьера
С окончанием войны гвардии полковник А. Г. Бойцов продолжил службу в Советской Армии. В 1946 году окончил Курсы усовершенствования высшего начальствующего состава при Высшей военной академии имени К. Е. Ворошилова. С февраля 1946 — заместитель командира 29-й гвардейской стрелковой дивизии в Ленинградском военном округе, с сентября 1946 — заместитель командира 90-й отдельной стрелковой бригады в Закавказском военном округе, с марта 1949 — заместитель командира 3-й отдельной гвардейской стрелковой бригады, с августа 1949 — заместитель командира 24-й гвардейской горнострелковой бригады 12-го горнострелкового корпуса Северо-Кавказского военного округа.
В сентябре 1953 года гвардии полковник А. Г. Бойцов уволен в запас. Жил в Москве по адресу: Волоколамское шоссе, 5.
Умер 22 декабря 1977 года. Похоронен на Химкинском кладбище.

## Награды
- Медаль «Золотая Звезда» Героя Советского Союза (15.01.1944);[7]
- Два ордена Ленина (15.01.1944, 17.05.1951);
- Три ордена Красного Знамени (28.02.1943, 25.08.1944, 30.04.1947);
- Орден Александра Невского (28.09.1943);
- Два ордена Красной Звезды (23.04.1942, 21.02.1945);
- Медали.